# Pterinochilus leetzi
Pterinochilus leetzi é uma espécie de aranha pertencente à família Theraphosidae (tarântulas).